# Botanophila robusta
Botanophila robusta är en tvåvingeart som först beskrevs av Stein 1920.  Botanophila robusta ingår i släktet Botanophila och familjen blomsterflugor. Inga underarter finns listade i Catalogue of Life.